# Ardulfurataini Watan
Ardulfurataini Watan (em português: Terra dos dois rios) foi o hino nacional do Iraque durante a era Saddam Hussein. Foi adotado em 17 de julho de 1981 e permaneceu em uso até a queda de Hussein, em 2003, sendo adotado o hino Mawtini no ano seguinte. A letra foi escrita por Shafiq Abdul Jabar Al-Kamali e a música composta por Walid Georges Gholmieh.